# Sint-Martinuskerk (Roodhuis)
De Sint-Martinuskerk in Roodhuis is een rooms-katholieke kerk gewijd aan de heilige Martinus.

## Beschrijving
De neogotische pseudobasiliek uit 1892 werd ontworpen door de architect Alfred Tepe. Het was de laatste van de vier kerken die hij in Friesland bouwde. Restauraties vonden plaats in 1968 en 1990.
De neogotische kansel is van 1901. Het hoogaltaar uit 1900 en de zijaltaren zijn van atelier Mengelberg te Utrecht. Het kerkorgel uit 1928 werd gebouwd door de Gebr. Adema te Leeuwarden. De gebrandschilderde ramen dateren van verschillende periodes. In het schip zijn de acht zaligsprekingen afgebeeld en bij het hoogaltaar afbeeldingen van de bisschoppen Willibrord en Bonifatius. Van Martinus zijn een aantal beelden aanwezig, waaronder één te paard.
De kerk staat aan de Slachtedijk.

## Afbeeldingen

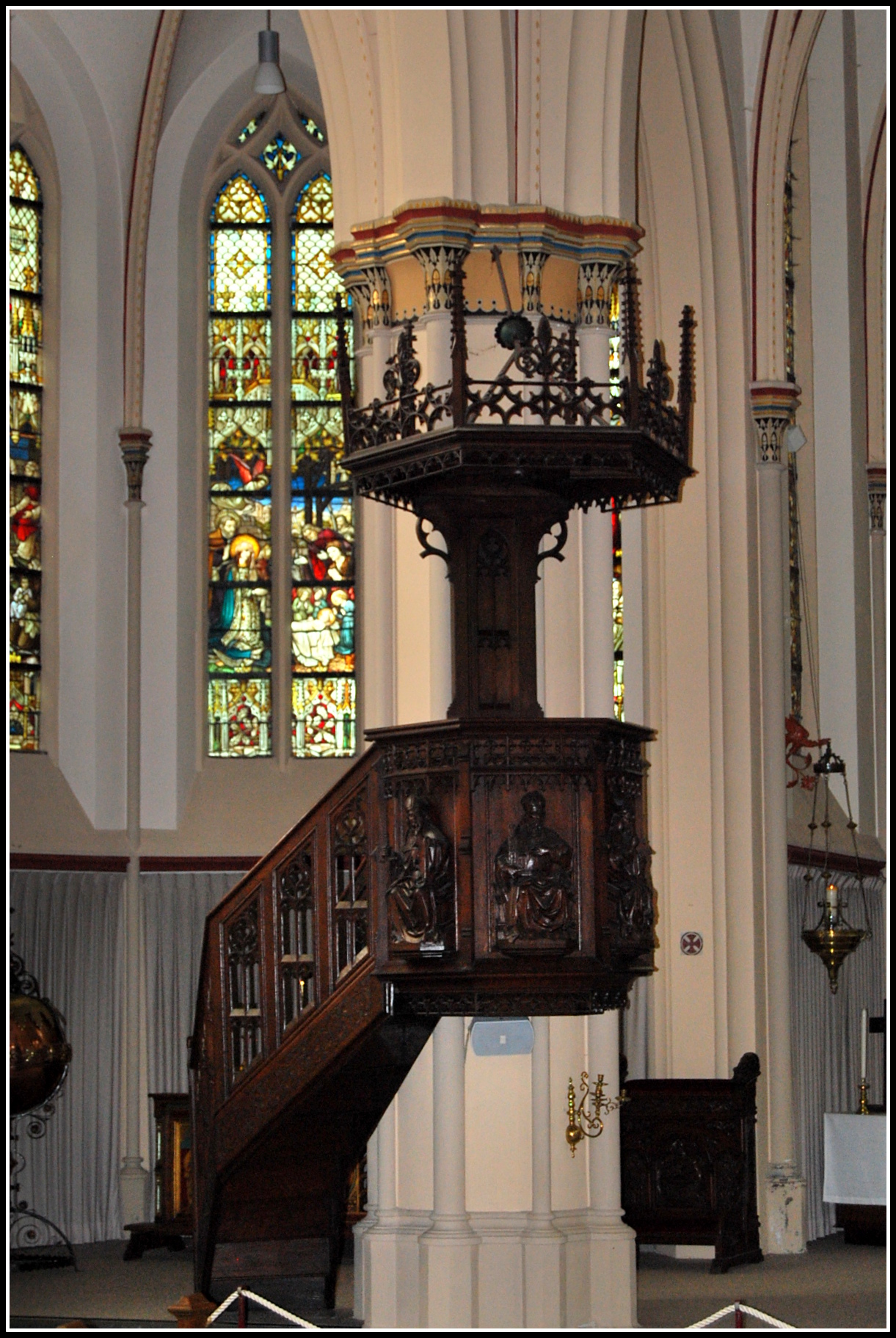
Preekstoel
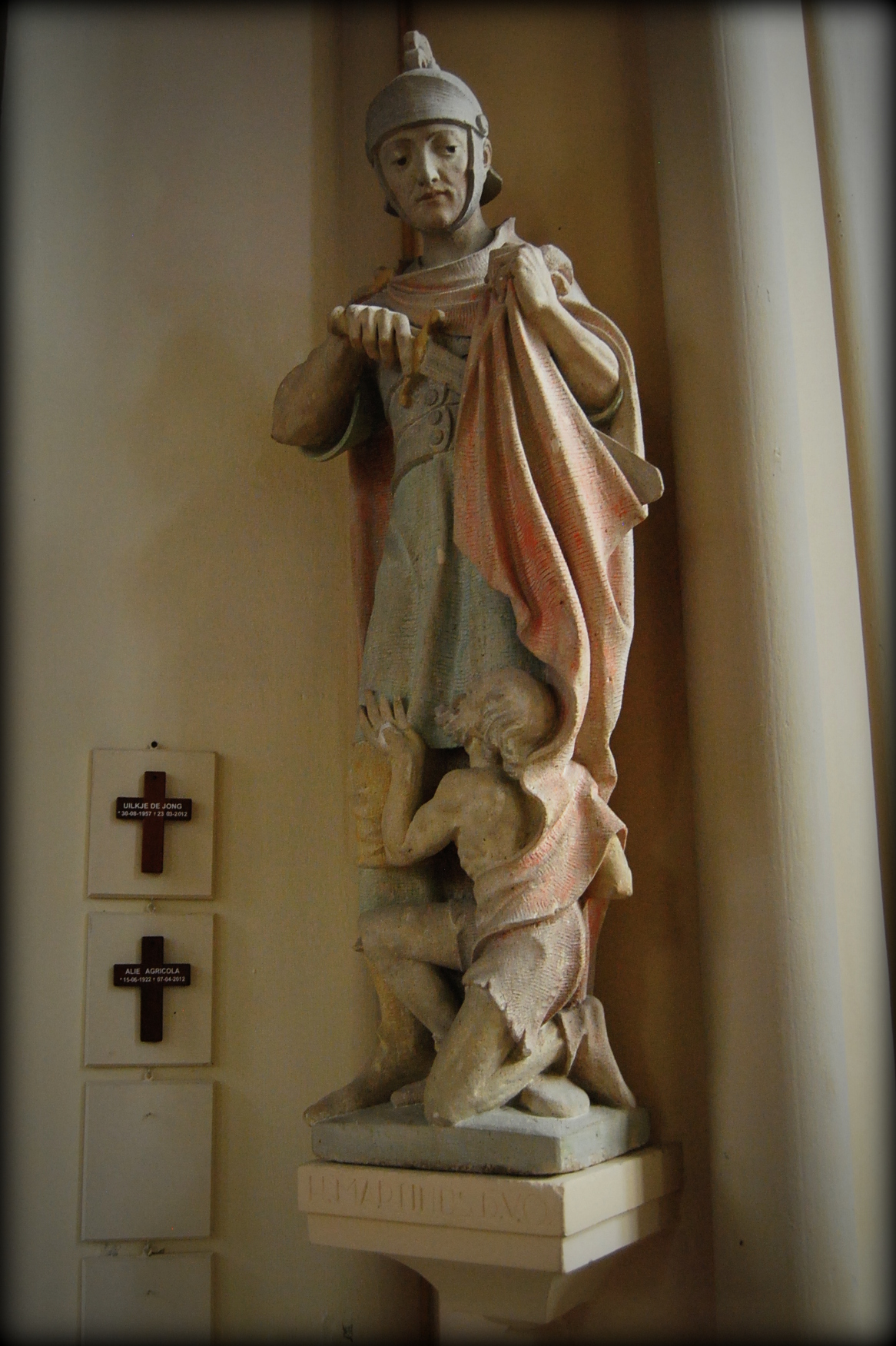
Beeld van Sint Martinus
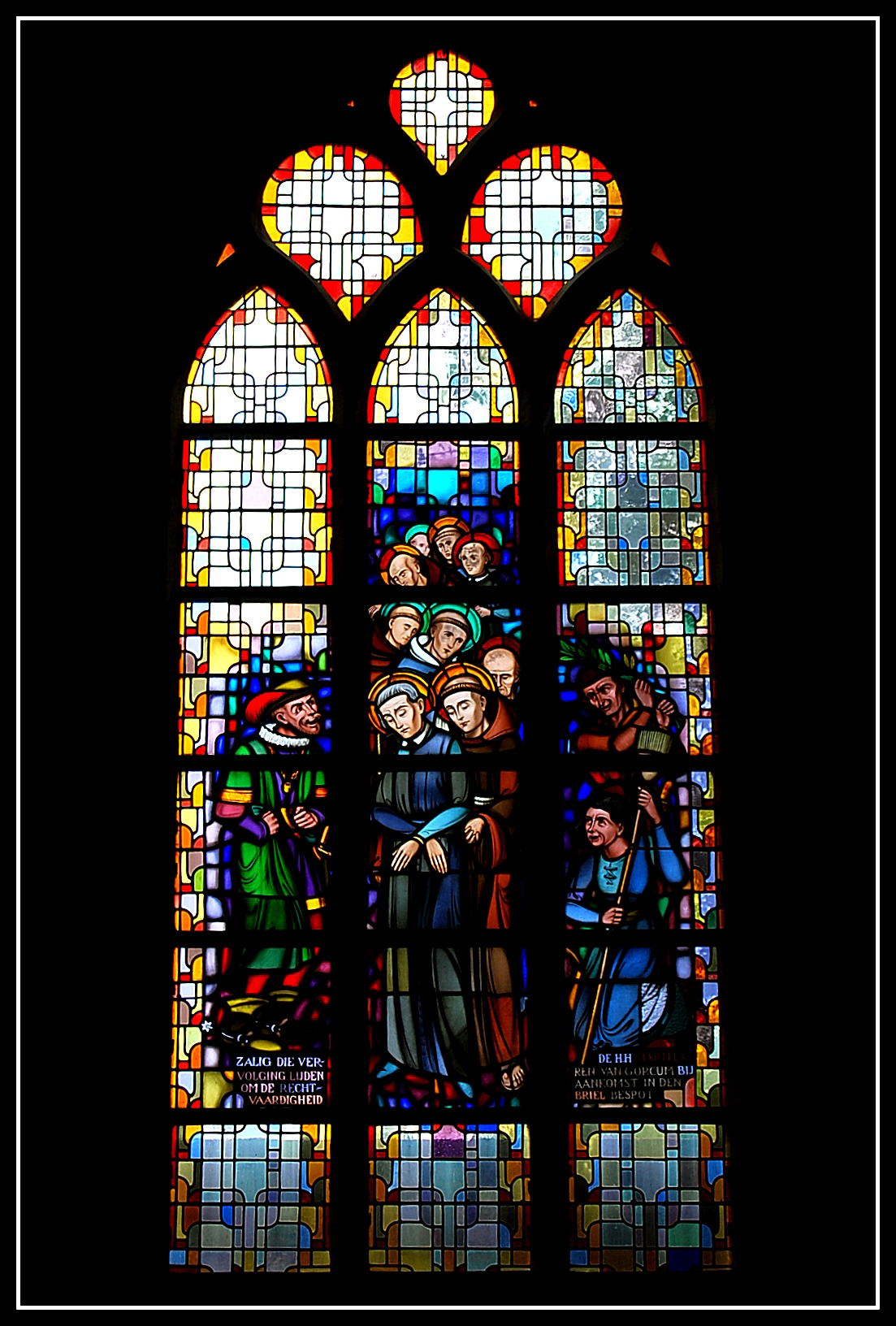
Glas in loodvenster
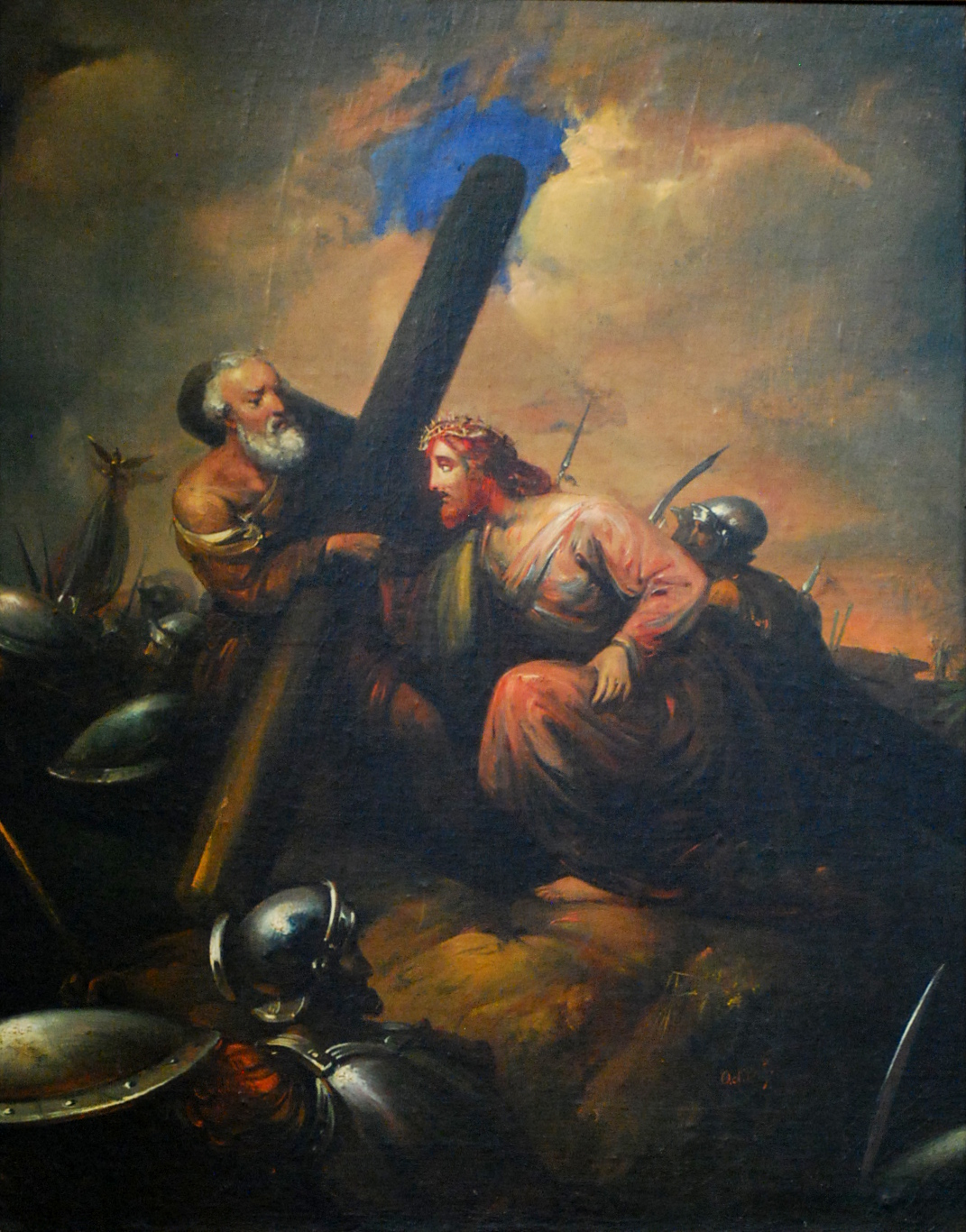
Statie
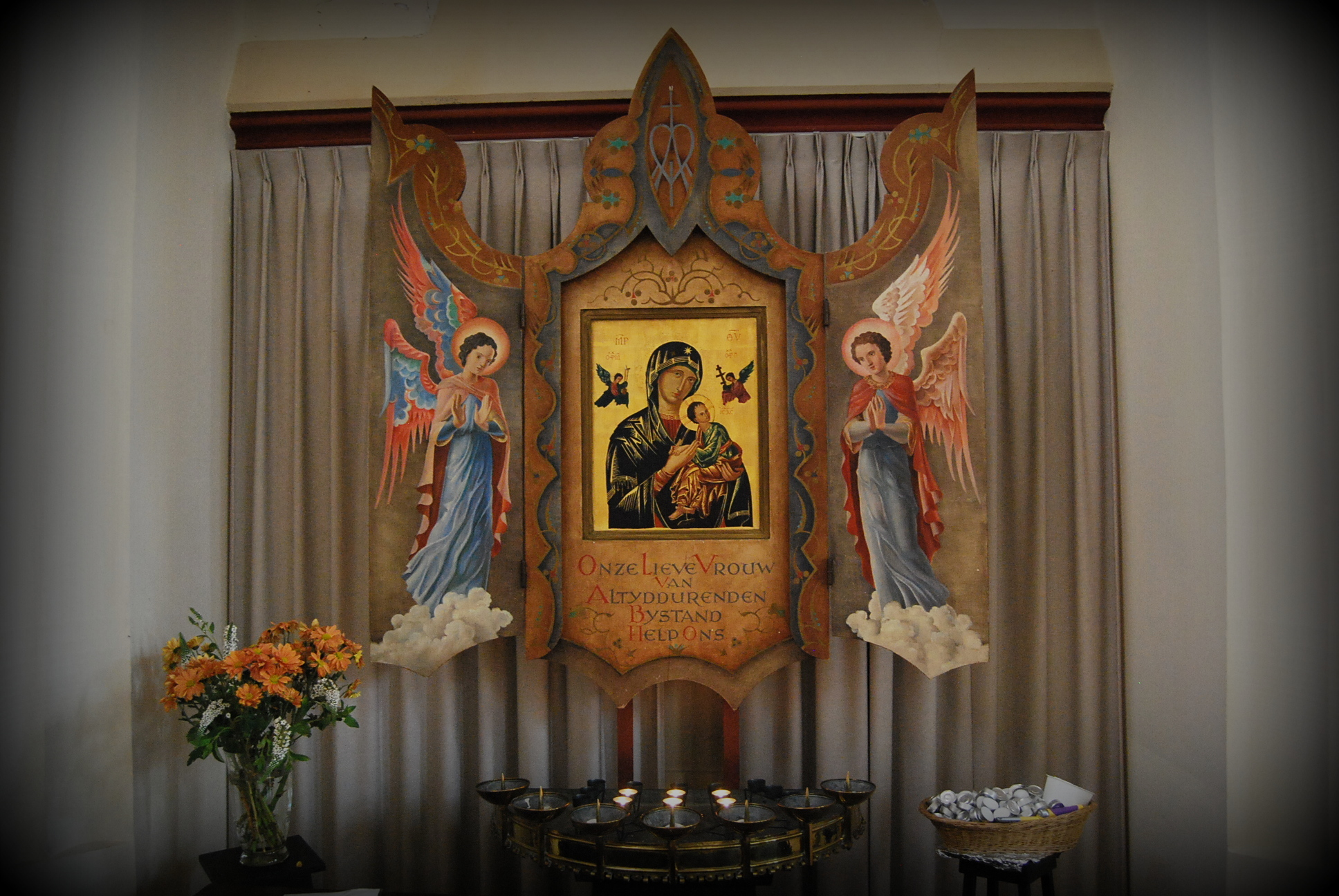
Altaar van Onze-Lieve-Vrouw van Altijddurende Bijstand
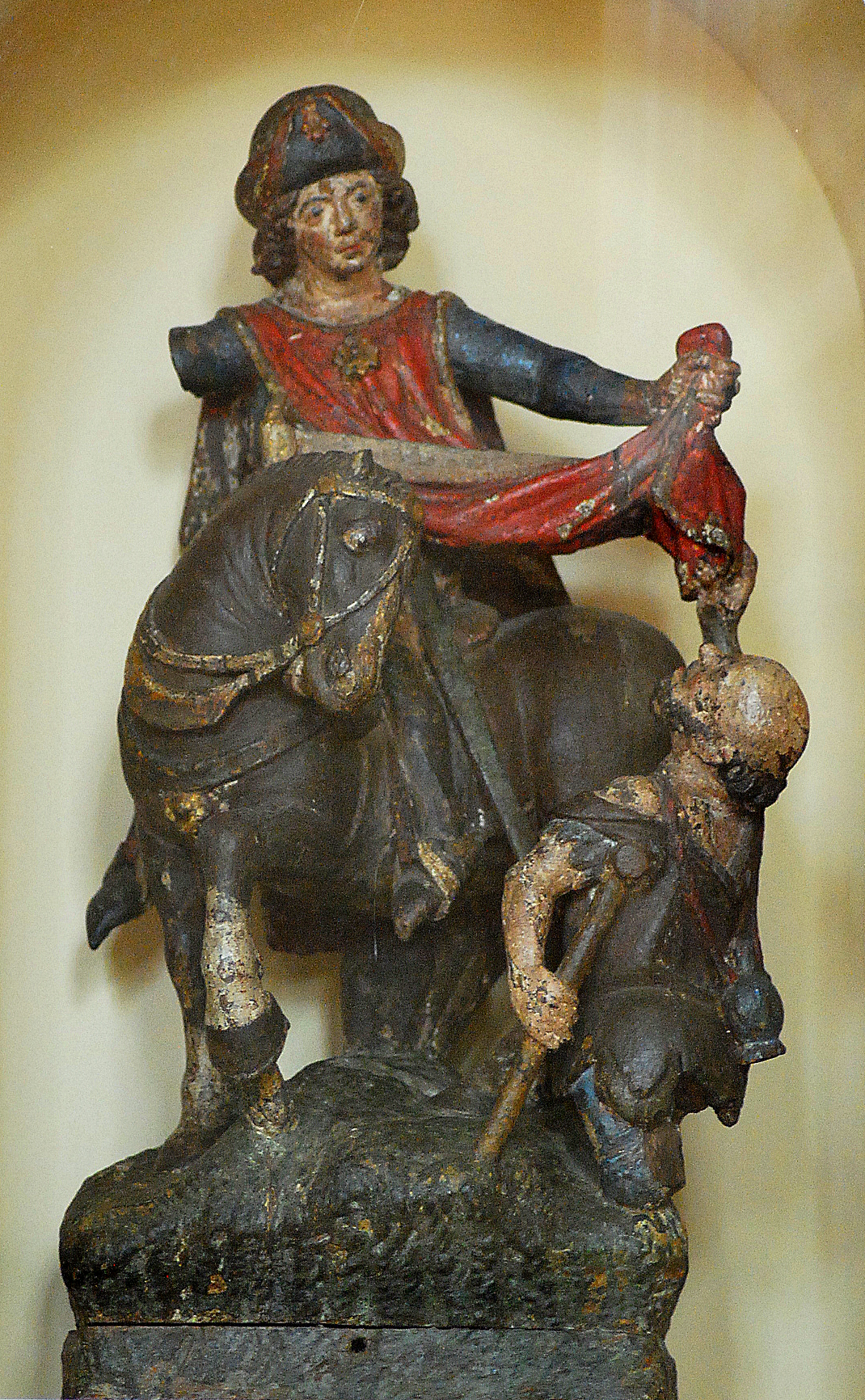
Beeld van Sint Martinus uit 1560
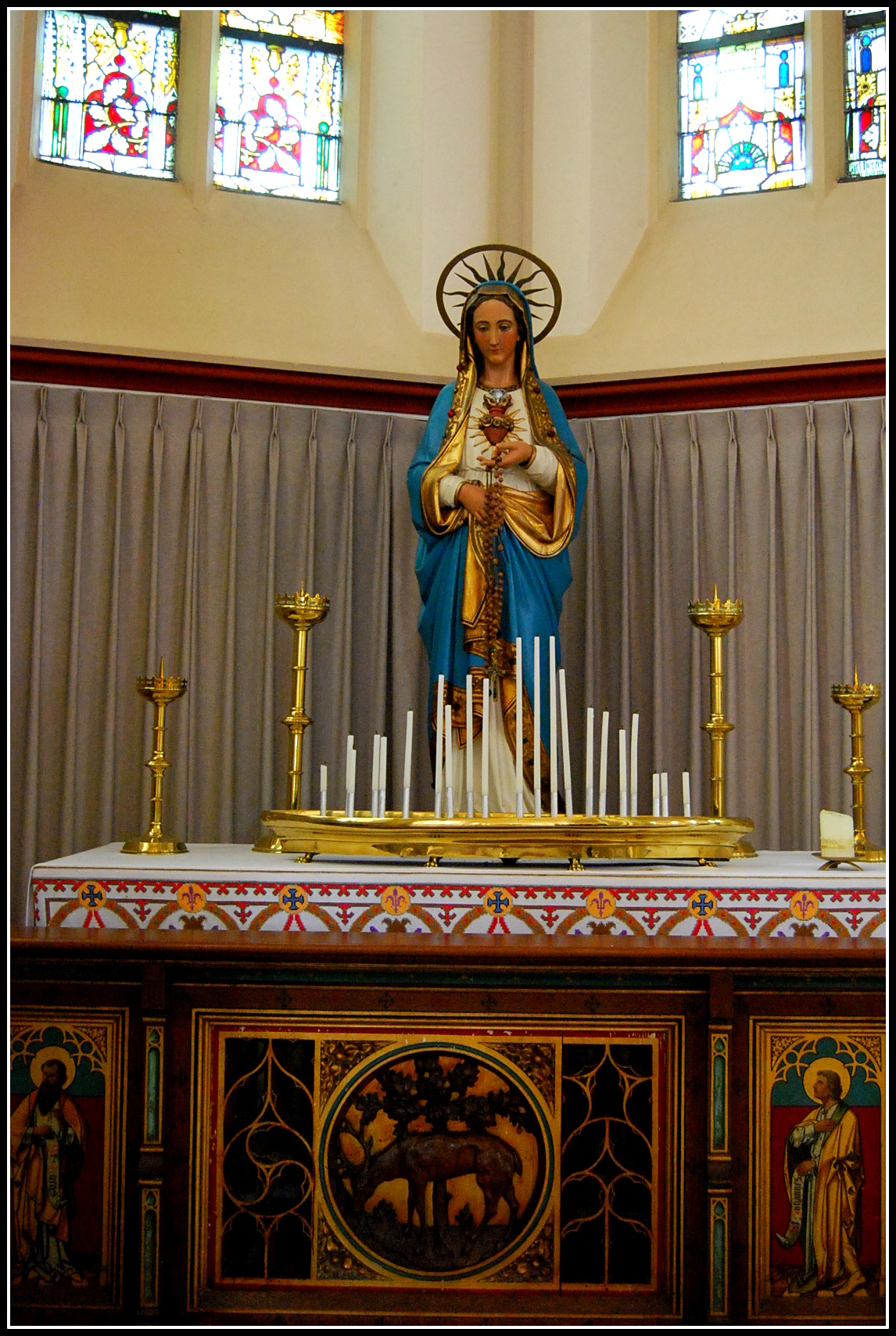
Mariabeeld